# Glaucina ampla
Glaucina ampla là một loài bướm đêm trong họ Geometridae.